# Pinacoteca de Mérida Juan Gamboa Guzmán
La Pinacoteca de Mérida Juan Gamboa Guzmán es un recinto de arte del siglo XIX que se encuentra en Mérida, en el estado de Yucatán, y fue creada con el propósito de albergar distintas obras de la época del virreinato de Nueva España, así como también de autores modernos. En cuanto al nombre que lleva hace honor a uno de los más grandes artistas plásticos yucatecos.

## Historia
El edificio en es monumento histórico que data del siglo XVII el cual fue convento de la Compañía de Jesús en la época del virreinato, tiempo después el colegio de San Francisco Javier fue convertido en una universidad y después en la iglesia de El Jesús, en el cual lo que ahora es la sala principal del museo fue la sacristía del templo que de igual manera durante 1894 y 1979 se utilizó como biblioteca pública Manuel Cepeda Peraza y lo que ahora es la sala de exposiciones temporales del museo anteriormente fue "El confesionario Rojo" jesuita, que como el nombre lo dice es done los monjes pasaban a confesarse.

## Salas
En su mayoría el museo expone pintura yucateca de la época colonial retratos personajes importantes para la historia de Yucatán del siglo XIX.

### Sala principal
Aborda los siglos siglo XVII y siglo XVIII con asuntos religiosos como pinturas de sacerdotes y obispos así como cuadros de la Virgen María y de distints Santos así como retratos y cuadros de Juan Cordero en Yucatán durante el siglo XIX.

### Sala Juan Gamboa Guzmán
Del pintor yucateco se presentan distintas obras al óleo como Música celestial, Idilio de carnaval, La unión y un retrato de Picheta así como también se exhiben objetos de uso diario del autor.